# Xian de Li (Sichuan)
Pour les articles homonymes, voir LI.
Le xian de Li (chinois : 理县 ; pinyin : lǐ xiàn ; tibétain : བཀྲ་ཤིས་གླིང་རྫོང, Wylie : bkra-shis rdzong, pinyin tibétain : Zhaxiling Zong ; qiang : pauɕuq) est un district administratif de la province du Sichuan en Chine. Il est placé sous la juridiction de la préfecture autonome tibétaine et qiang d'Aba. Il est l'un des quatre districts, avec ceux de Beichuan, Mao et Wenchuan, où vit l'ethnie Qiang.

## Démographie
La population du district était de 42 494 habitants en 1999.